# (IV.) Olaf norvég király
(IV.) Olaf Magnusson (1093/1098/1099 – 1115. december 22.) norvég király 1103-tól.
Édesapja, III. Magnus halála után két bátyjával együtt kiáltották ki királlyá; a gyermek Olaf országrészét is két idősebb fivére kormányozta öccsük korai haláláig. Olafot olykor nem számítják a norvég uralkodók közé.

## Házasság
Olaf minden valószínűség szerint nem házasodott meg, gyermeke nem ismert.

## Külső hivatkozások
- http://cornelius.tacitus.nu/heimskringla/magnussonerna/index.htm